# Sint-Amanduskerk (Erembodegem)
De Sint-Amanduskerk is de parochiekerk van de wijken Ten Bos en Ressebeke, behorende tot de Oost-Vlaamse plaats Erembodegem, gelegen aan de Dom Modest van Asschelaan.
Op deze plaats stond sinds 1895 een kruisbeeld, dat in 1922 werd vernieuwd. Het gipsen corpus werd in 1928 vernield en daarna vervangen door een bronzen corpus.
De filiaalkerk werd gebouwd omdat de wijken groeiden die enkele kilometers van de centrumkerk in Erembodegem af lagen. De bouw begon in 1967 en in 1969 was de kerk voltooid. Architect was Adrien Bressers.
Het betreft een sober modern kerkgebouw met licht hellend zadeldak en losstaande klokkentoren.